# Nużyca
Nużyca, demodekoza (łac. demodecosis) – choroba skóry wywoływana przez pasożyty z rodzaju nużeńców (Demodicidae). Może atakować wiele gatunków zwierząt.

## Nużyca psów
Wywołuje ją nużeniec psi (Demodex canis). Pasożyt bytuje głównie w mieszkach włosowych. Obecność nużeńca jest stwierdzana u około 80% populacji psów. U zwierząt zdrowych inwazja ta przebiega bezobjawowo. Przyjmuje się, że czynnikiem indukującym rozwój choroby jest spadek odporności.

### Objawy
- Postać łuszcząca

Jest pierwotną postacią demodekozy. Zaczyna się drobnymi, ograniczonymi przerzedzeniami włosa, które następnie przechodzą w lokalne wyłysienia. Naskórek w miejscu zmian ulega nadmiernemu złuszczaniu. Początkowo zmiany zazwyczaj pojawiają się w okolicy głowy (zwłaszcza grzbiet nosa, wargi, okolice oczu), następnie rozszerzają się na resztę ciała. Świąd w przeważającej części przypadków nie występuje, a jeśli się pojawia, ma bardzo niewielkie nasilenie.
- Postać krostowata

Jest wynikiem powikłań bakteryjnych, najczęściej powodowanych przez gronkowce i paciorkowce. Na zmienionej chorobowo skórze pojawiają się ropne krosty. Skóra stopniowo ulega pogrubieniu, pofałdowaniu, powiększają się okoliczne węzły chłonne. Rozwój choroby może doprowadzić do ropnego głębokiego zapalenia skóry i tkanki podskórnej. W wyniku wyniszczenia organizmu i ogólnego zakażenia następuje śmierć.

### Rozpoznanie
Jest stawiane na podstawie objawów klinicznych i wykonanych badań dodatkowych.
Podstawowym badaniem jest oglądanie zeskrobin lub wyciśniętej z krost wydzieliny pod mikroskopem. Obecność pasożytów w dużym stopniu może potwierdzić podejrzenie demodekozy. Brak obecności Demodex canis w badanym materiale nie może być pewnym wykluczeniem choroby.

### Leczenie
Obejmuje zwalczanie samego pasożyta, opanowanie wtórnych powikłań bakteryjnych, jak i stymulację odporności naturalnej organizmu. Ze względu na potencjalną toksyczność, dobór leku likwidującego bezpośrednio inwazję Demodex canis należy wyłącznie do lekarza weterynarii. Wtórne infekcje bakteryjne zwalcza się antybiotykami o szerokim spektrum działania. W leczeniu należy uwzględnić również preparaty podnoszące odporność - zarówno ogólną (leki immunostymulujące), jak i lokalną skóry (np. odżywki, szampony z nadtlenkiem benzoilu, amitrazę). Zalecanym uzupełnieniem jest stosowanie witamin, w tym biotyny i leków zawierających NNKT. Należy unikać leków sterydowych, ponieważ obniżają odporność zwierzęcia.

## Nużyca kotów
Powoduje ją u kota nużeniec koci Demodex cati Występuje jako postać poronna. Zmiany ograniczają się do powiek, nosa i małżowin usznych.

## Nużyca bydła
Nużycę u bydła wywołuje nużeniec bydlęcy Demodex bovis. Choroba występuje pospolicie w USA i Afryce. W Europie występuje sporadycznie. W Polsce nie stwierdzana.

### Patogeneza
Pasożyty drażnią mechanicznie i chemicznie mieszki włosowe, w których przebywają. Powoduje to powstawanie stanów zapalnych, wynikiem których jest tworzenie guzków. 

### Objawy
Bydło choruje na nużycę z reguły bezobjawowo. Zmiany chorobowe zaczynają się od skóry szyi i łopatek oraz nasady ogona. Pasożyty mogą również rozprzestrzenić się na inne rejony ciała. Usadawiają się zawsze koloniami. U bardzo silnie zarażonych młodych zwierząt może wystąpić gorączka oraz ogólne osłabienie. Choroba ma zwykle przebieg przewlekły i może trwać wiele miesięcy, a nawet lat.

### Zmiany anatomopatologiczne
Początkowo zmiany dotyczą mieszków włosowych. Ściany mieszków ulegają zgrubieniu. Występują również stany zapalne ścian mieszków.Pasożyty mogą również osłabiać korzeń włosa.

### Rozpoznawanie
Poprzez obmacywanie skóry wykrywamy guzki. Dodatkowym potwierdzeniem jest wynik badania mikroskopowego zeskrobin oraz wyciśniętej zawartości guzków.

### Rokowanie
Zasadniczo rokowanie jest pomyślne.

### Zapobieganie
Zwierzęta chore powinny być izolowane od reszty stada.

## Nużyca owiec
Powoduje ją nużeniec owczy Demodex ovis. 

### Zmiany anatomopatologiczne
Obecność nużeńców oraz ich namnażanie w mieszkach włosowych powoduje znaczne ich rozszerzenie. To z kolei jest przyczyną uszkodzenia mocowania włosów i ich wypadania. Może także pojawiać się stan zapalny, ograniczony do miejsca zmian. Wraz z przebiegiem choroby może pojawiać się grubienie skóry oraz jej twardnienie.

### Rozpoznawanie
Stwierdzenie charakterystycznych objawów klinicznych. Dodatkowo wykonuje się badanie mikroskopowe zeskrobin z głębokich warstw skóry. Można również zbadać mikroskopowo wyciśniętą zawartość guzków i krost. W rozpoznaniu różnicowym należy wykluczyć świerzb drążący.

## Nużyca kóz
Najczęściej występuje w postaci utajonej.